# Station Berlin Südkreuz
Het Station Berlin Südkreuz is sinds 2006 een belangrijk kruisingsstation in het stadsdeel Schöneberg van Berlijn. Bovenlangs wordt het station bediend door de S-bahn-treinen van de Berliner Ringbahn. Onderlangs stoppen de langeafstandstreinen, waaronder ICE's, en regionale treinen naar en van Berlin Hauptbahnhof die via de Berlijnse Noord-Zuid-spoorlijn rijden. Op dat onderste niveau rijden op het station parallel ook S-bahntreinen die via een andere route door Berlijn, naar het station Station Berlin Friedrichstraße (en verder) rijden en onderweg gebruik maken van de Noord-zuidtunnel voor de S-bahn. 
Het station werd geopend in 1889 als Station Berlin Papestraße. Rond de eeuwwisseling, rond 1901, werd dit station omgebouwd tot kruisingsstation voor het  voorstadsverkeer. Tijdens de deling van Berlijn nam het verkeer daar sterk terug en in de jaren 1980 werd het treinverkeer bovenlangs op de ringbaan gestaakt. In 1993, vier jaar na de val van de muur, werd het verkeer bovenlangs weer hervat. Aan het einde van de jaren 1990 werd begonnen met een volledige herinrichting. De nieuwbouw werd op 27 mei 2006 compleet in bedrijf genomen en het station werd omgedoopt in Berlin Südkreuz. Er stoppen sinds die tijd daar onder meer ICE's met bestemming Hamburg, Leipzig, Neurenberg en München.
Eind 2007 werd het derde perron van station Südkreuz, in de Berlijnse Noord-Zuid-spoorlijn op het net van DB aangesloten om bij calamiteiten voor extra capaciteit te zorgen.

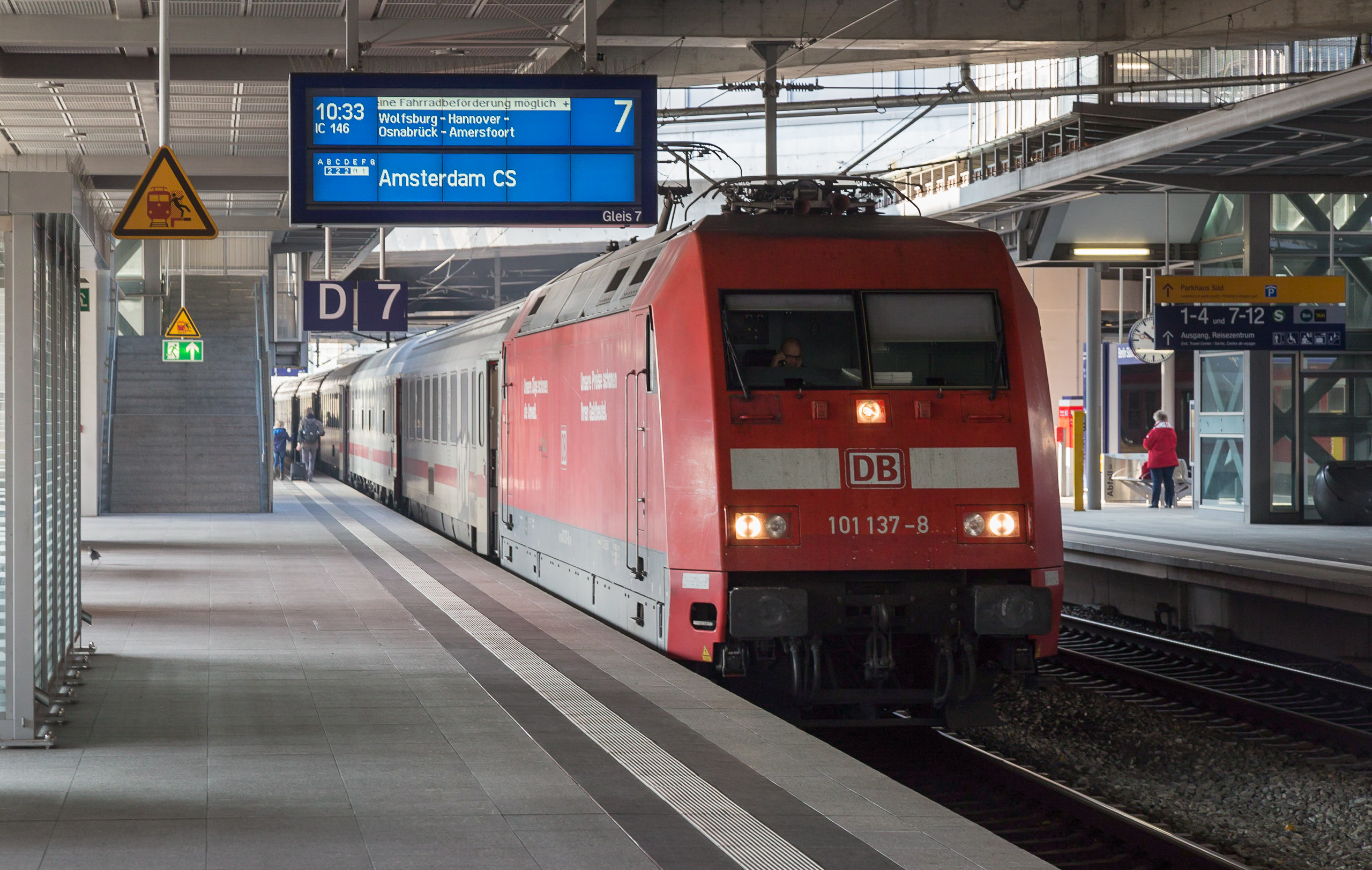
Station Berlin Südkreuz: IC 146 naar Amsterdam CS